# Liste des bâtiments protégés de Suðurnes
Cet article recense les bâtiments protégés de Suðurnes, en Islande.

## Statistiques
Au 29 mai 2012, la région de Suðurnes compte 8 édifices protégés, soit 2 % des protections de l'Islande.

## Liste
| Nom                    | Municipalité | Adresse     | Type   | Coordonnées                         | Réf. | Illustration |
| ---------------------- | ------------ | ----------- | ------ | ----------------------------------- | ---- | ------------ |
| Garðskagaviti          | Garður       |             | Phare  | 64° 04′ 55″ nord, 22° 41′ 23″ ouest | 311  |              |
| Útskálakirkja          | Garður       |             | Église | 64° 04′ 40″ nord, 22° 39′ 55″ ouest | 312  |              |
| Reykjanesviti          | Grindavík    |             | Phare  | 63° 48′ 56″ nord, 22° 42′ 16″ ouest | 309  |              |
| Innri-Njarðvíkurkirkja | Reykjanesbær | Njarðvík    | Église | 63° 58′ 47″ nord, 22° 30′ 41″ ouest | 313  |              |
| Keflavíkurkirkja       | Reykjanesbær | Kirkjuvegur | Église | 64° 00′ 18″ nord, 22° 33′ 42″ ouest | 307  |              |
| Kirkjuvogskirkja       | Reykjanesbær | Hafnir      | Église | 63° 56′ 03″ nord, 22° 41′ 15″ ouest | 308  |              |
| Hvalsneskirkja         | Sandgerði    | Hvalsnes    | Église | 63° 59′ 24″ nord, 22° 44′ 09″ ouest | 310  |              |
| Kálfatjarnarkirkja     | Vogar        | Kálfatjörn  | Église | 64° 00′ 56″ nord, 22° 17′ 42″ ouest | 293  |              |